# Tillie K. Fowler

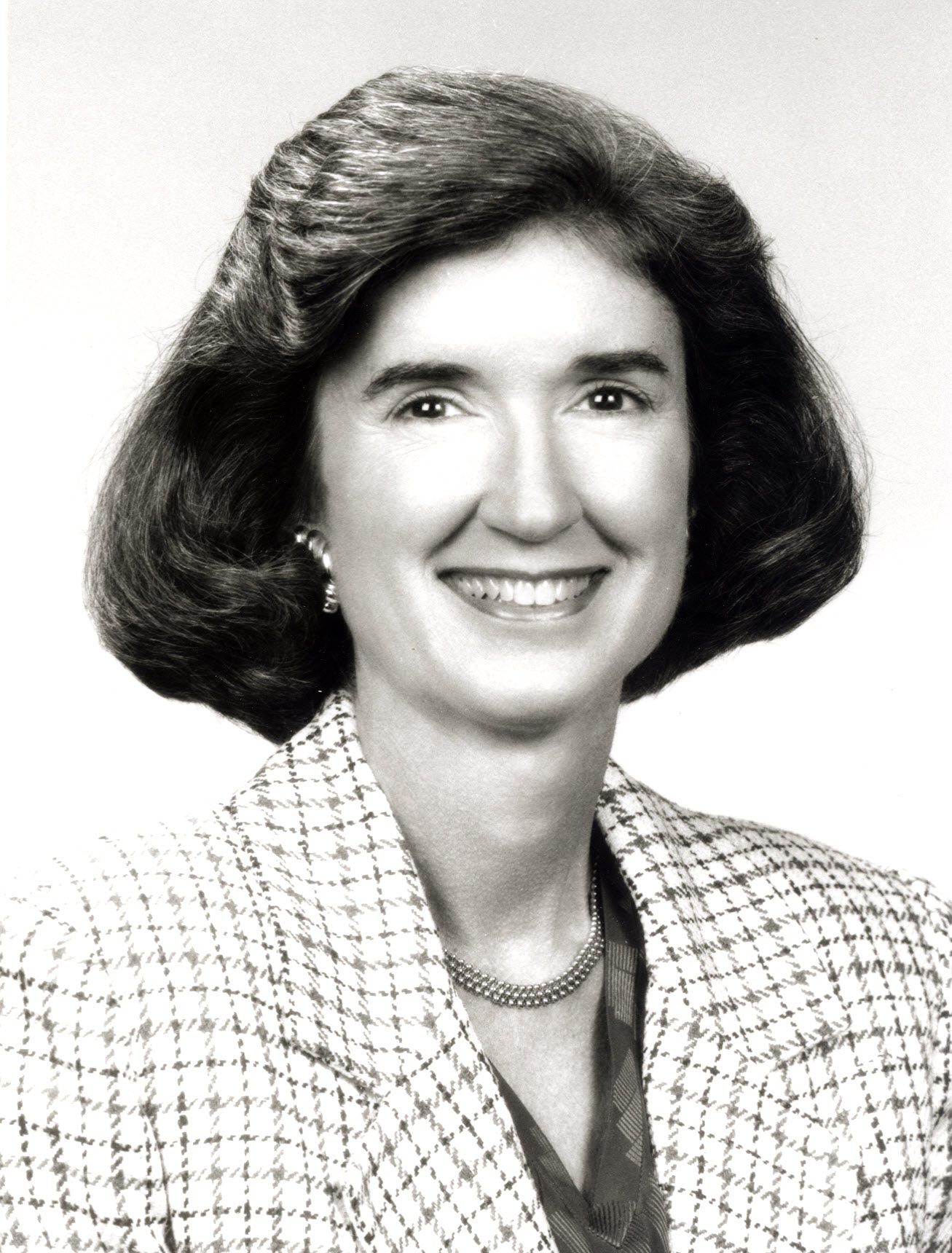
Tillie K. Fowler

Tillie Kidd Fowler (* 23. Dezember 1942 in Atlanta, Georgia; † 2. März 2005 in Jacksonville, Florida) war eine US-amerikanische Politikerin. Zwischen 1993 und 2001 vertrat sie den Bundesstaat Florida im US-Repräsentantenhaus.

## Werdegang
Tillie Fowler wurde 1942 als Tillie Kidd geboren. Ihr Vater Culver Kidd war ein bekannter regionaler Politiker in Georgia, der Mitglied in beiden Kammern der Staatslegislative war. Bis 1964 studierte sie an der Emory University. Daran schloss sich ein Jurastudium an der gleichen Universität an. Im Jahr 1967 wurde sie als Rechtsanwältin zugelassen. In ihrer Heimat war aber keine Anwaltskanzlei gewillt, eine Frau einzustellen. Stattdessen wurde sie von 1967 bis 1970 Mitglied im Stab des Kongressabgeordneten Robert Grier Stephens. In den Jahren 1970 und 1971 war sie Beraterin der dem Weißen Haus angegliederten Behörde für Verbraucherangelegenheiten (Office of Consumer Affairs).
Nach ihrer Heirat im Jahr 1971 wechselte Fowler von der Demokratischen Partei zu den Republikanern. In der Folge war sie für einige freiwillige Gruppen und in der Jugendarbeit tätig. So amtierte sie von 1982 bis 1983 in Jacksonville als regionale Präsidentin der Junior League. Von 1985 bis 1992 war sie auch Mitglied im Stadtrat von Jacksonville, dessen Vorsitz sie in den Jahren 1989 und 1990 führte. Bei den Kongresswahlen des Jahres 1992 wurde sie im vierten Wahlbezirk von Florida in das US-Repräsentantenhaus in Washington, D.C. gewählt, wo sie am 3. Januar 1993 die Nachfolge von Craig T. James antrat. Nach drei Wiederwahlen konnte sie bis zum 3. Januar 2001 vier Legislaturperioden im Kongress absolvieren.
Im Jahr 2000 verzichtete Tillie Fowler auf eine erneute Kandidatur. Nach ihrem Ausscheiden aus dem US-Repräsentantenhaus arbeitete sie als Anwältin bei einer Kanzlei in der Bundeshauptstadt Washington. Außerdem wurde sie Beraterin von Verteidigungsminister Donald Rumsfeld. Dieser ernannte sie im Jahr 2004 zur Vorsitzenden einer Kommission, die Vorwürfe sexueller Nötigung an der Air Force Academy untersuchte. Tillie Fowler starb am 2. März 2005 in Jacksonville an einer Hirnblutung.